# برج بزرگ سانتیاگو
برج بزرگ سانتیاگو (اسپانیایی: Gran Torre Santiago‎) آسمان‌خراشی ۶۴ طبقه در سانتیاگوی شیلی و بلندترین ساختمان در آمریکای لاتین است. این برج توسط معمار آرژانتینی سزار پلی طراحی شده است.

## نگارخانه

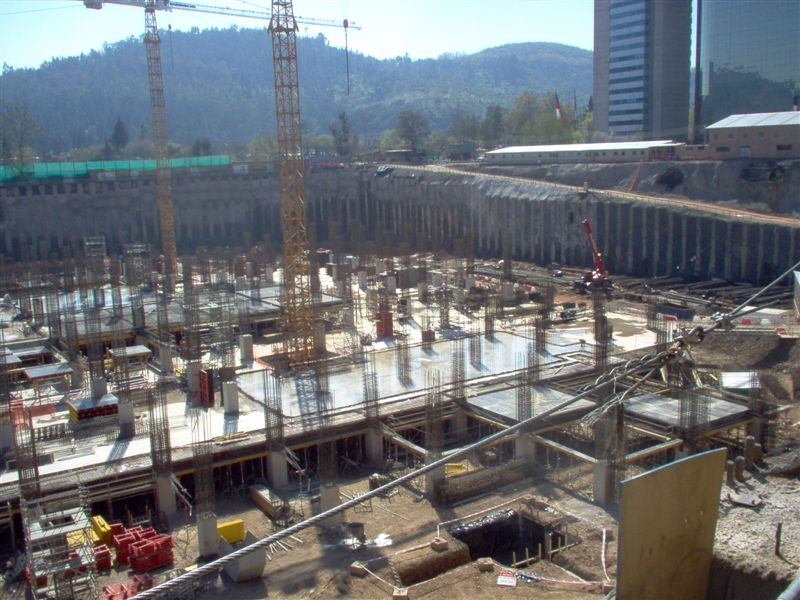
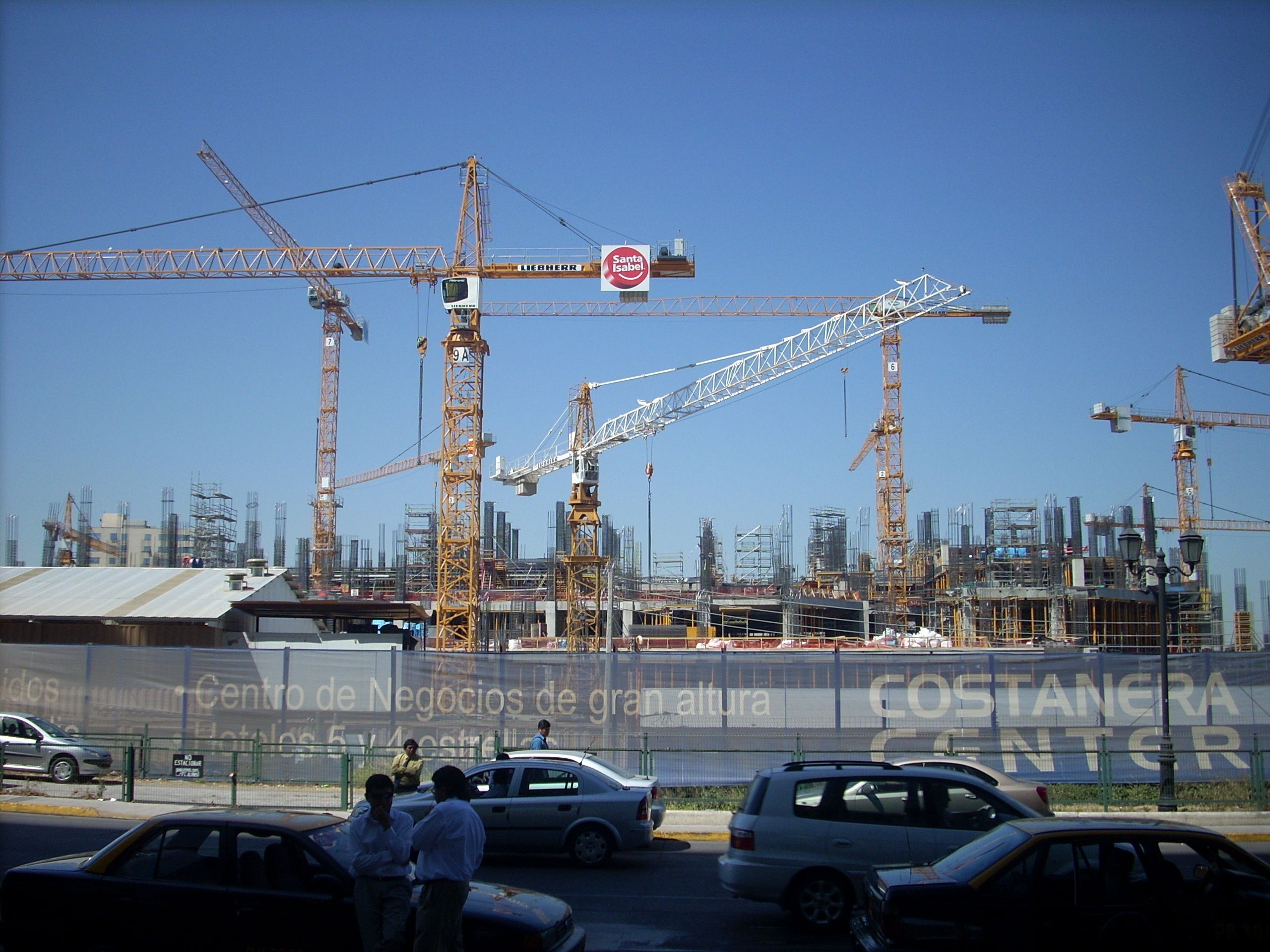
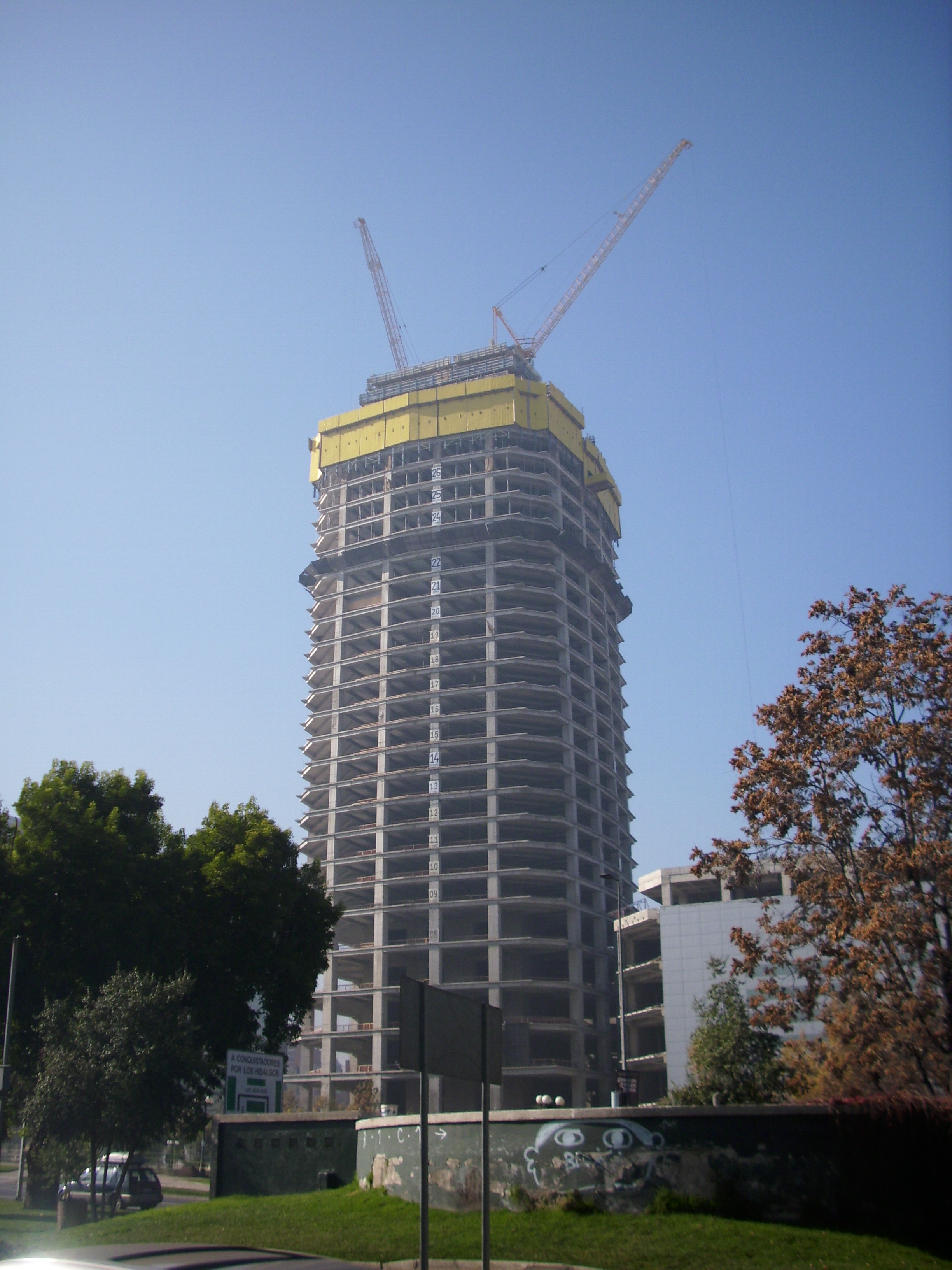
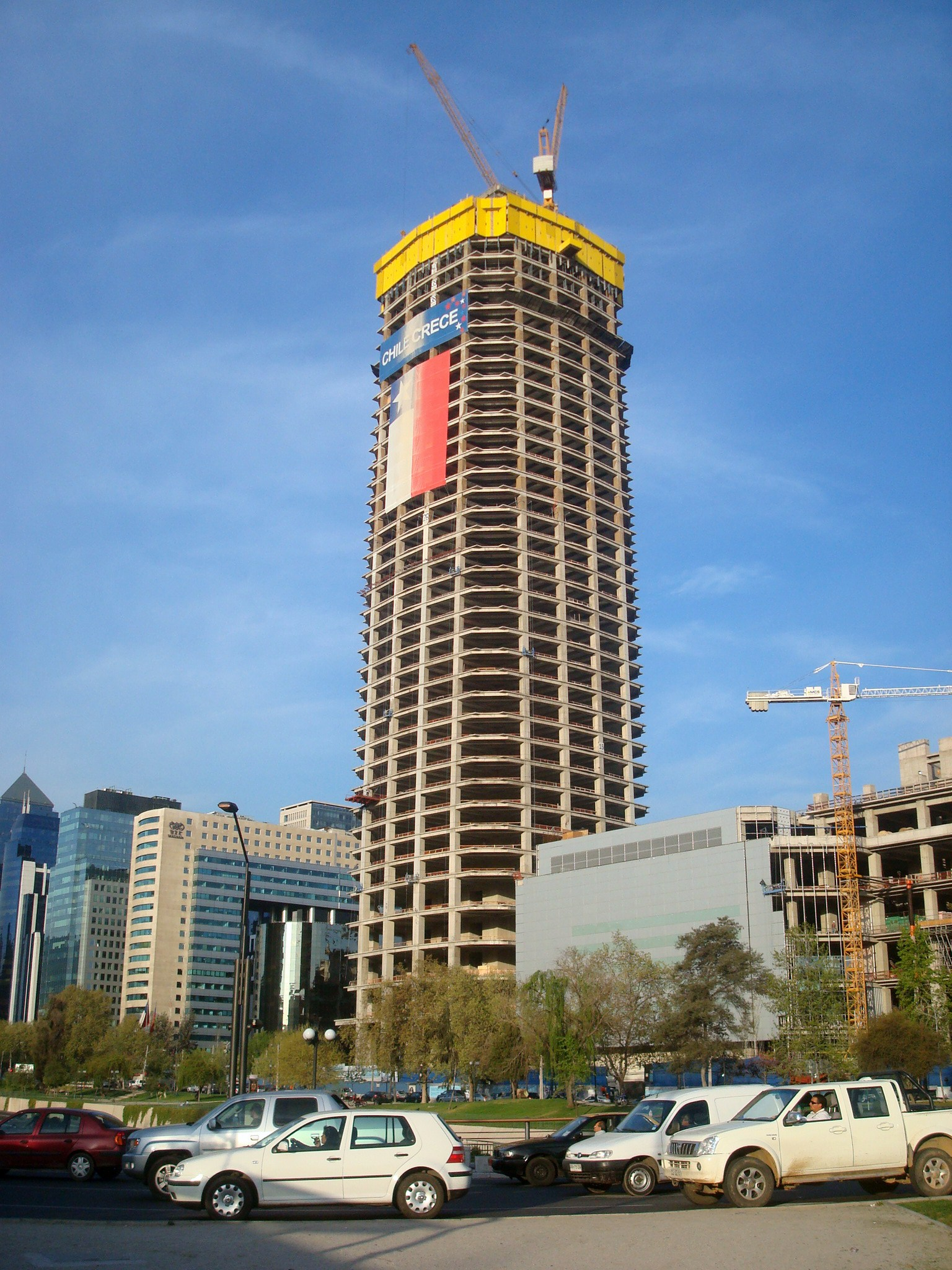
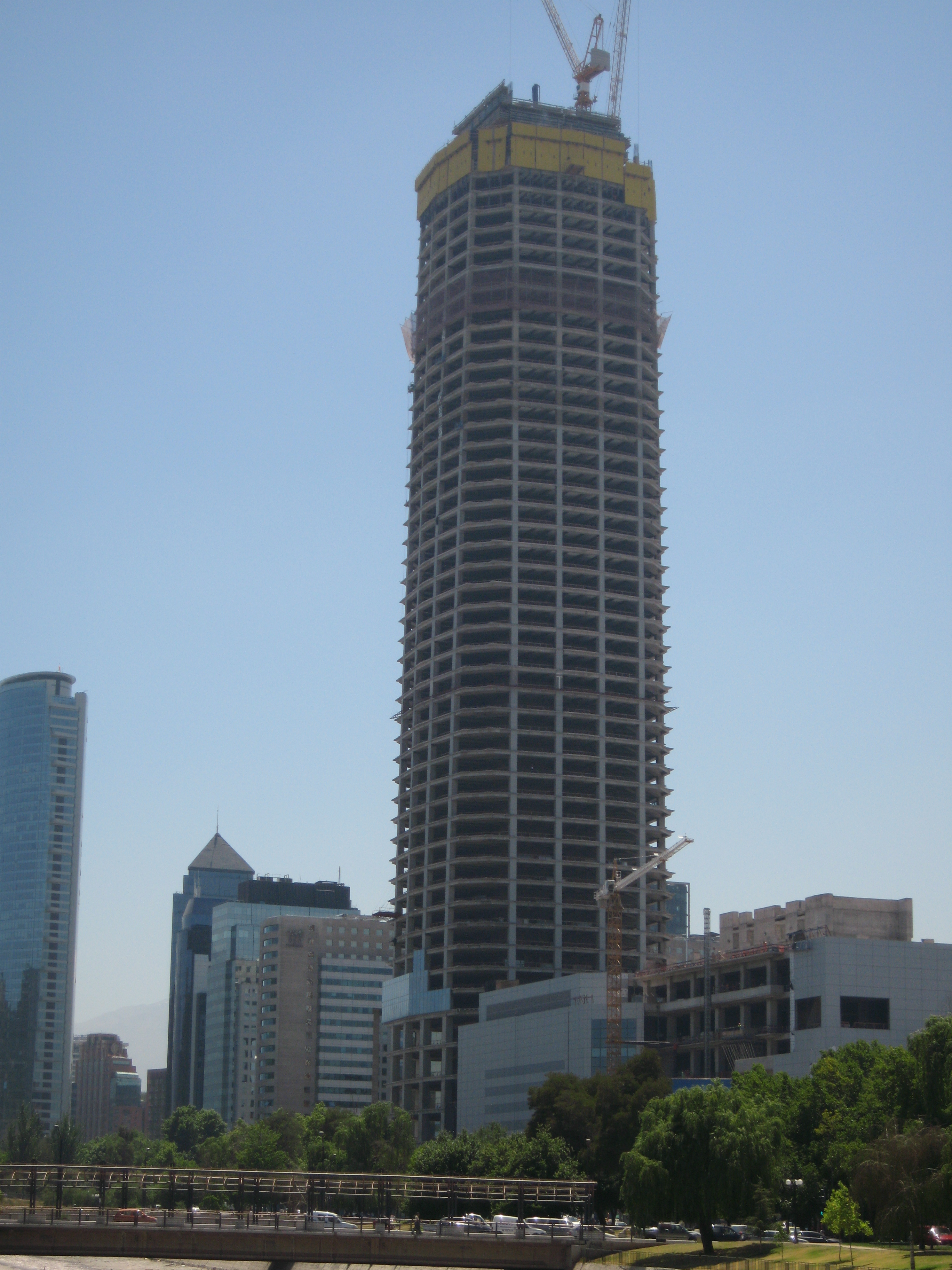
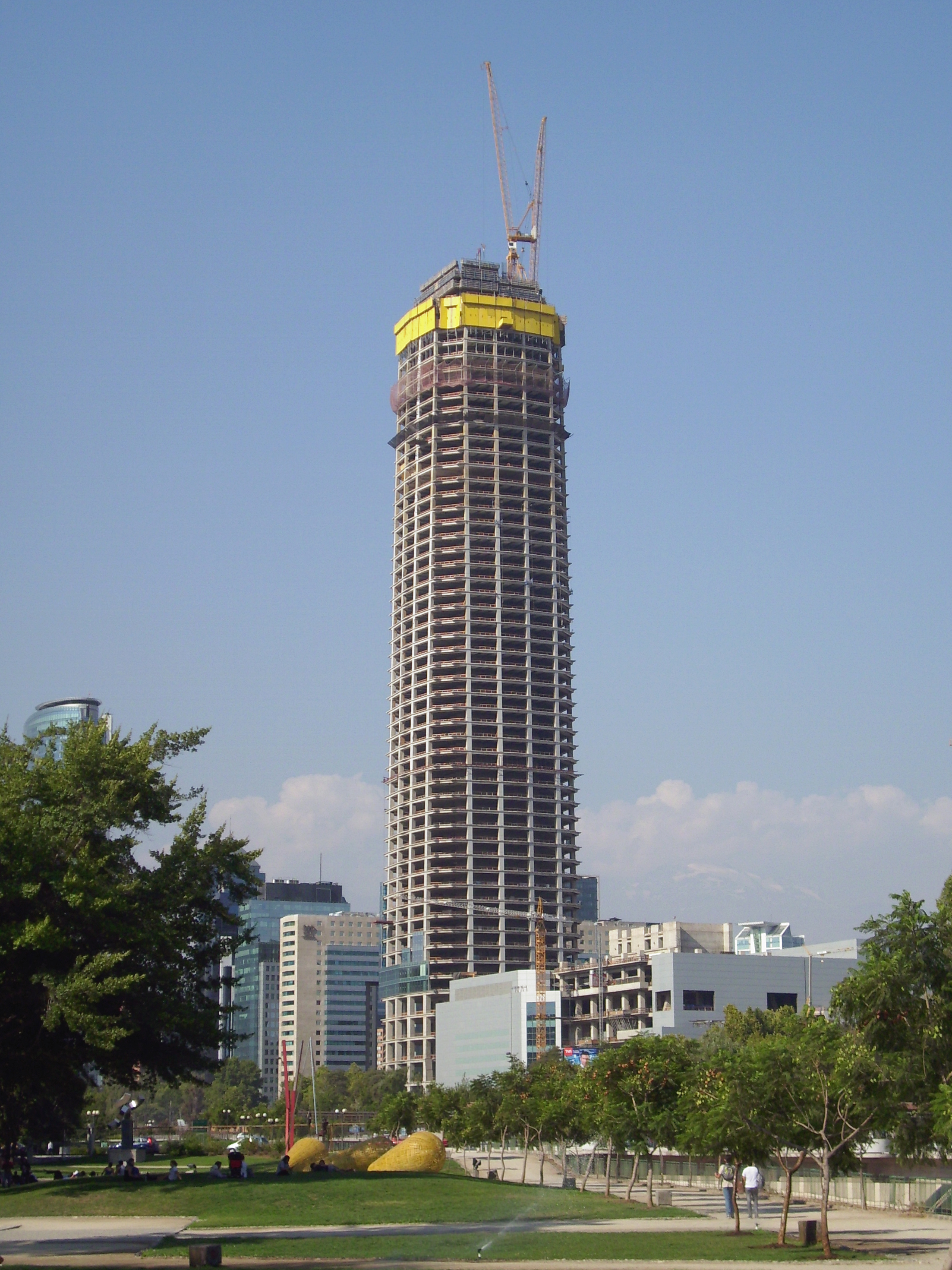
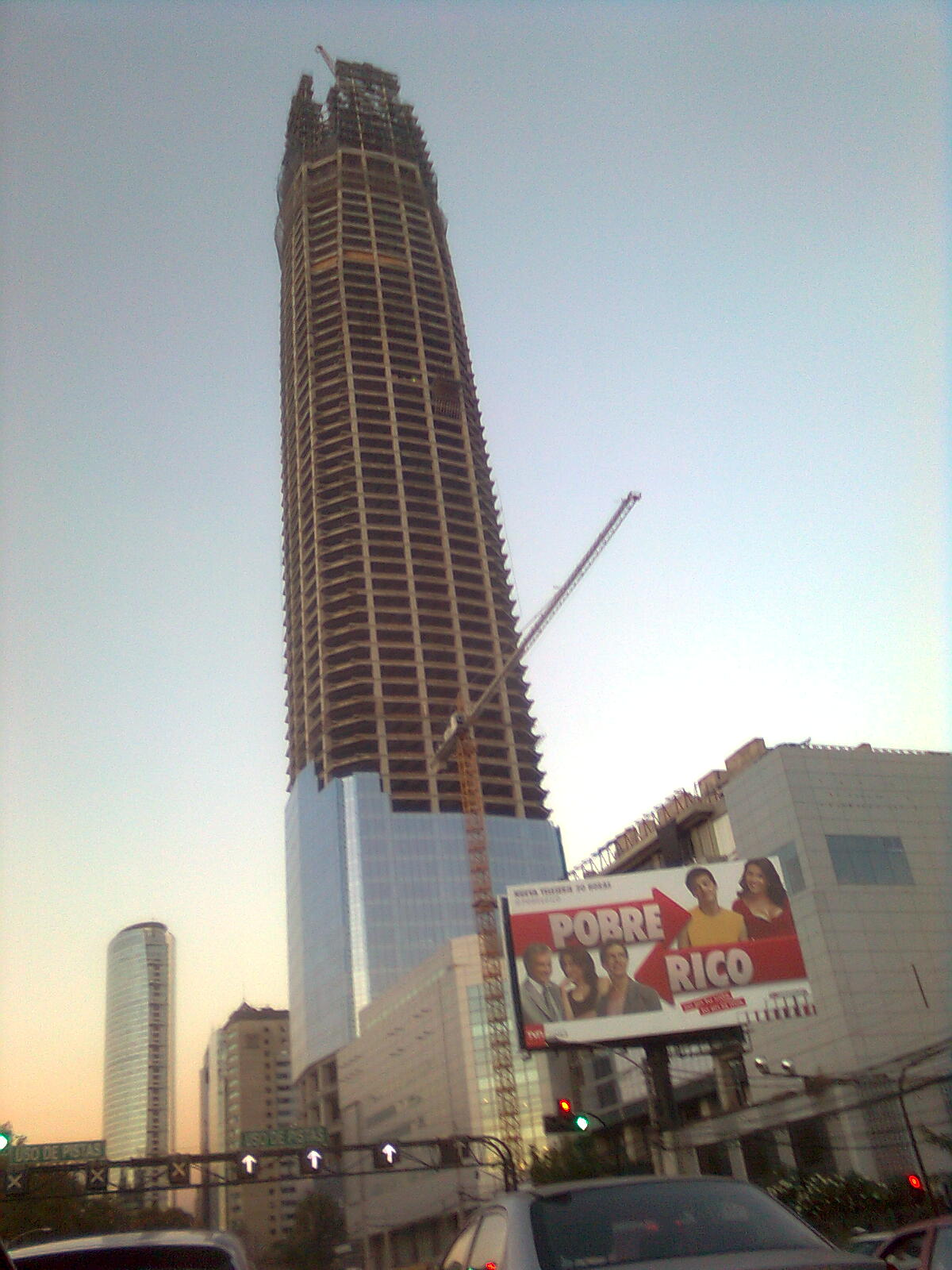
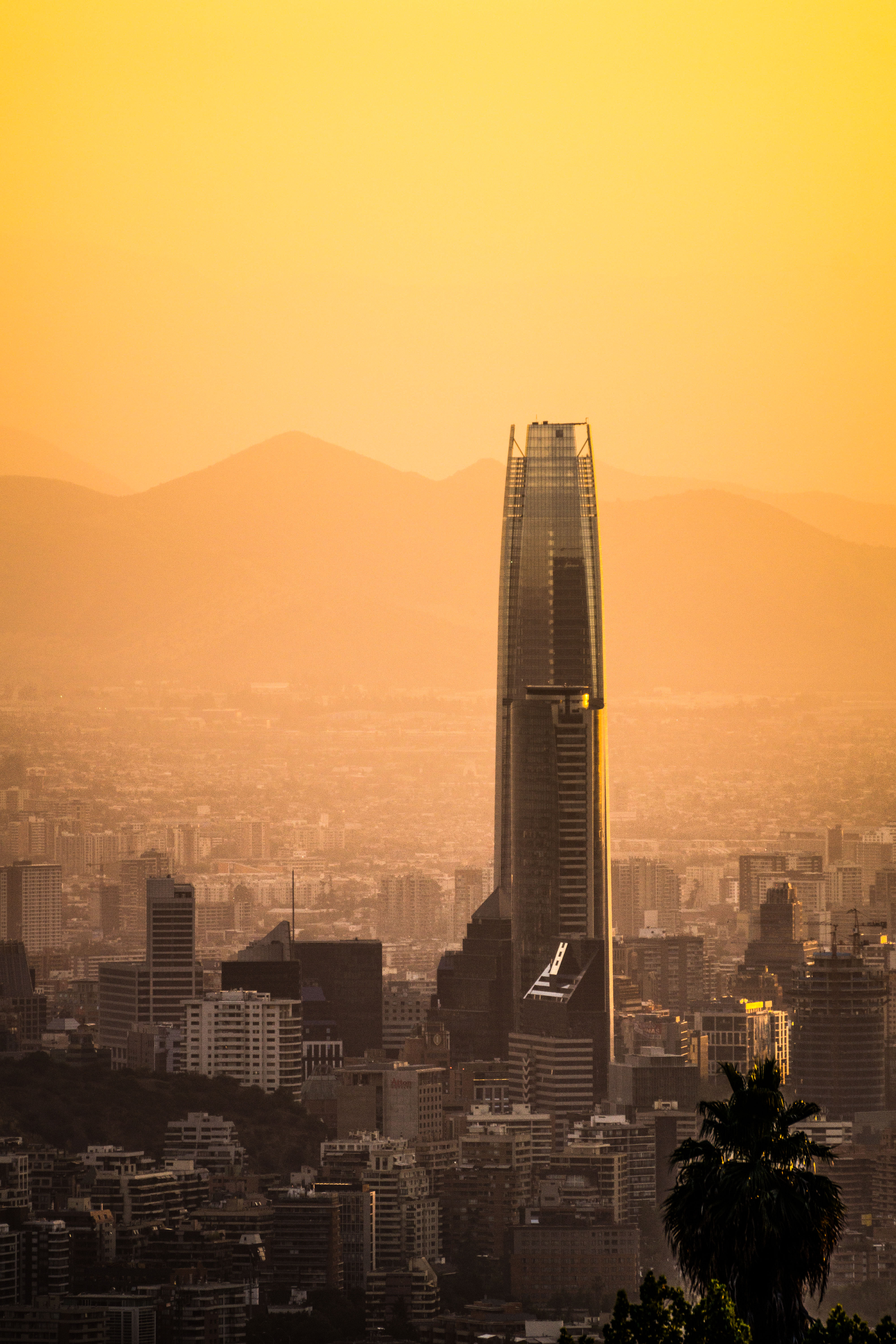
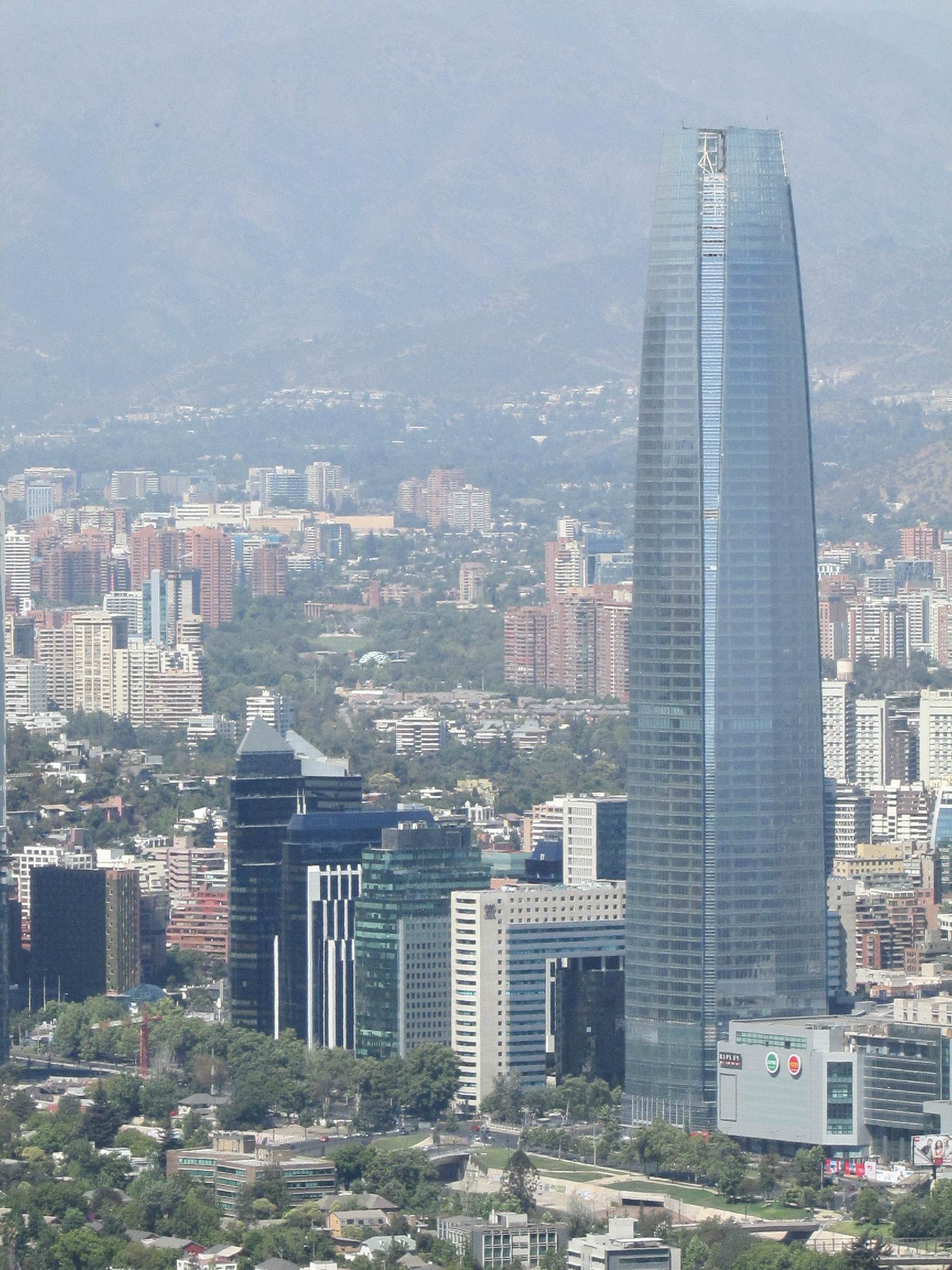